# Kagiso Rabada
Kagiso Rabada (nacido el 25 de mayo de 1995) es un jugador de críquet sudafricano. En julio de 2018, se convirtió en el jugador de bolos más joven en tomar 150 terrenos en Test Cricket.  En julio de 2016, Rabada se convirtió en el primer jugador de críquet en ganar seis premios en la cena anual de Cricket South Africa (CSA), incluido el premio al jugador de críquet del año.

## Primeros años y carrera
Rabada dividió a la selección sub-19 de Australia en la Copa del Mundo en Dubái en 2014. Su 6-25 llevó a su equipo a la final de la Copa que ganó, un logro que ningún equipo sudafricano ha logrado. El 5 de noviembre de 2014, Rabada hizo su debut en Twenty20 con Sudáfrica contra Australia. El 10 de julio de 2015, hizo su debut en One Day International contra Bangladés. El 5 de noviembre de 2015, Rabada hizo su debut en Test Cricket contra India. En febrero de 2017, el equipo de Delhi Daredevils compró Rabada para la Liga Premier de India de 2017 por 50 millones de rupias. En enero de 2018, Delhi Capitals volvió a comprarlo en la subasta de la Liga Premier de India de 2018, pero luego se descartó de la temporada debido a una lesión en la espalda.
En la Liga Premier de India 2020, Rabada se convirtió en el mayor portador de terrenos de la temporada al recoger 30 terrenos en los 17 partidos que jugó.

## Premios
- Ganador de seis premios en Cricket South Africa's (CSA), incluido el premio al jugador de críquet del año 2016.[13]
- Wisden's Golden Boy de 2018, un premio al mejor jugador de críquet masculino del mundo de 23 años o menos.[14]